# 天津世纪钟
天津世纪钟是天津市人民政府为迎接二十一世纪于2000年12月25日建立的大型城市雕塑，坐落于河北区解放桥桥头。天津世纪钟由全金属材料构筑而成，建筑高四十米，重一百七十余吨，在钟表面的外环和内环之间镶嵌着十二星座的青铜浮雕。

## 历史

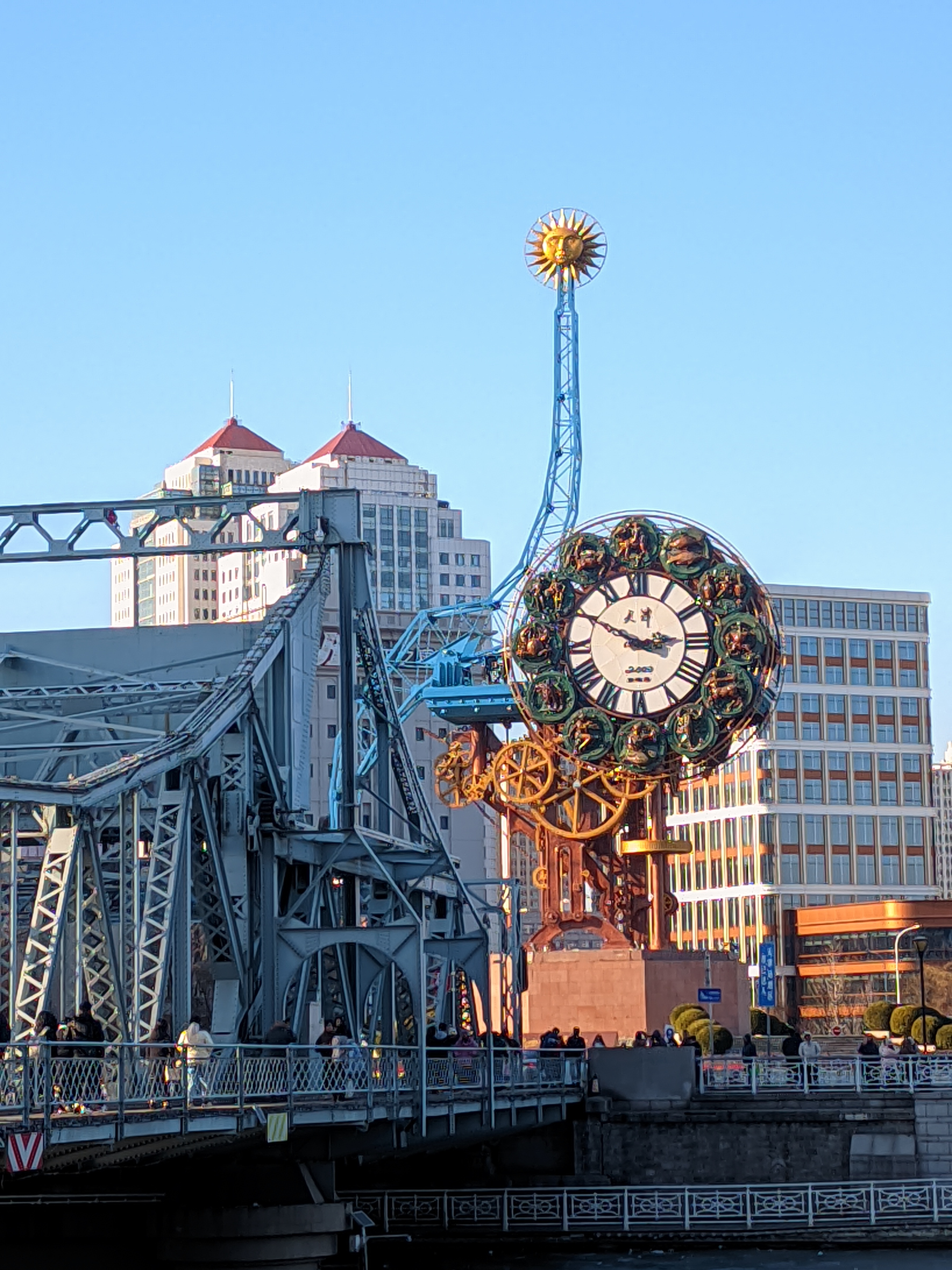
2025年的世纪钟

- 2000年12月25日，天津市为迎接新世纪，在天津站前广场建成大型标志性城雕建筑物。
- 2024年春节前夕，海鸥集团维修了世纪钟的报时功能。到1月25日，停摆多年的太阳轮、月亮轮也被修复完成。
- 2024年8月，天津世纪钟进行了刷漆修缮。

## 设计

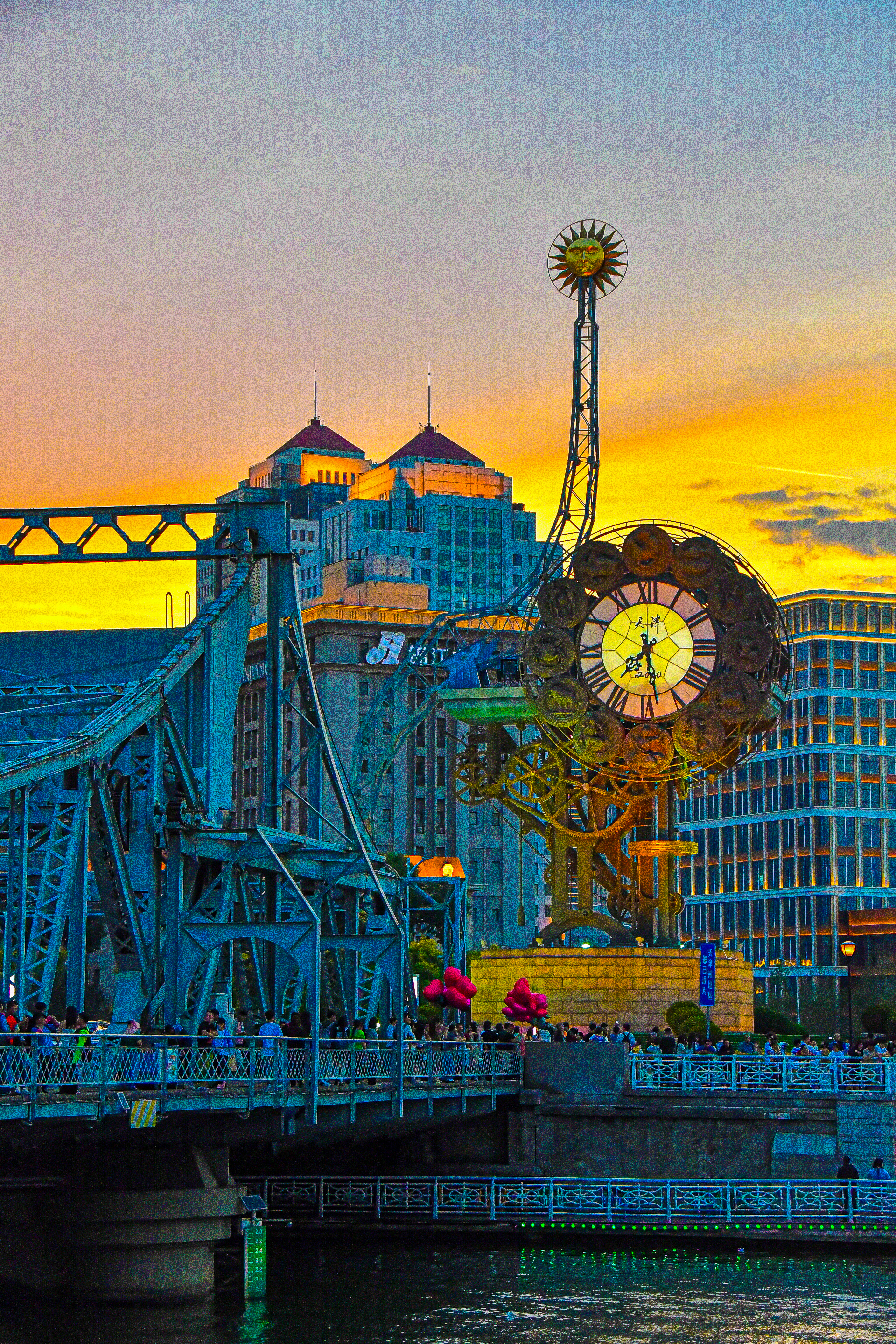
黄昏时的解放桥与天津世纪钟

世纪钟为全金属材料，高40米，直径14.6米，基座面积74.4平方米，重170吨，分为钟盘、摆架和基座三部分。有着“日月辉映，众星拱卫，中西交融，天人和一，时空延续”的寓意。前方牌匾“世纪钟”三字由时任天津市委书记张立昌题写。
钟表的表盘外形为欧式风格，石英钟盘面积156平方米，在直径约8米的内环上，盘芯和指针采取花挡镂空制作，在钟表面的外环和内环之间镶嵌着十二星座的青铜浮雕。表盘的侧面是一个巨大的钟摆造型，上方是“太阳”，下方是“月亮”，摆架为S形。在世纪钟的周围还竖立了8个星空回转灯、3圈射灯、16杆水晶灯。

## 交通
- 天津站
- 天津地铁

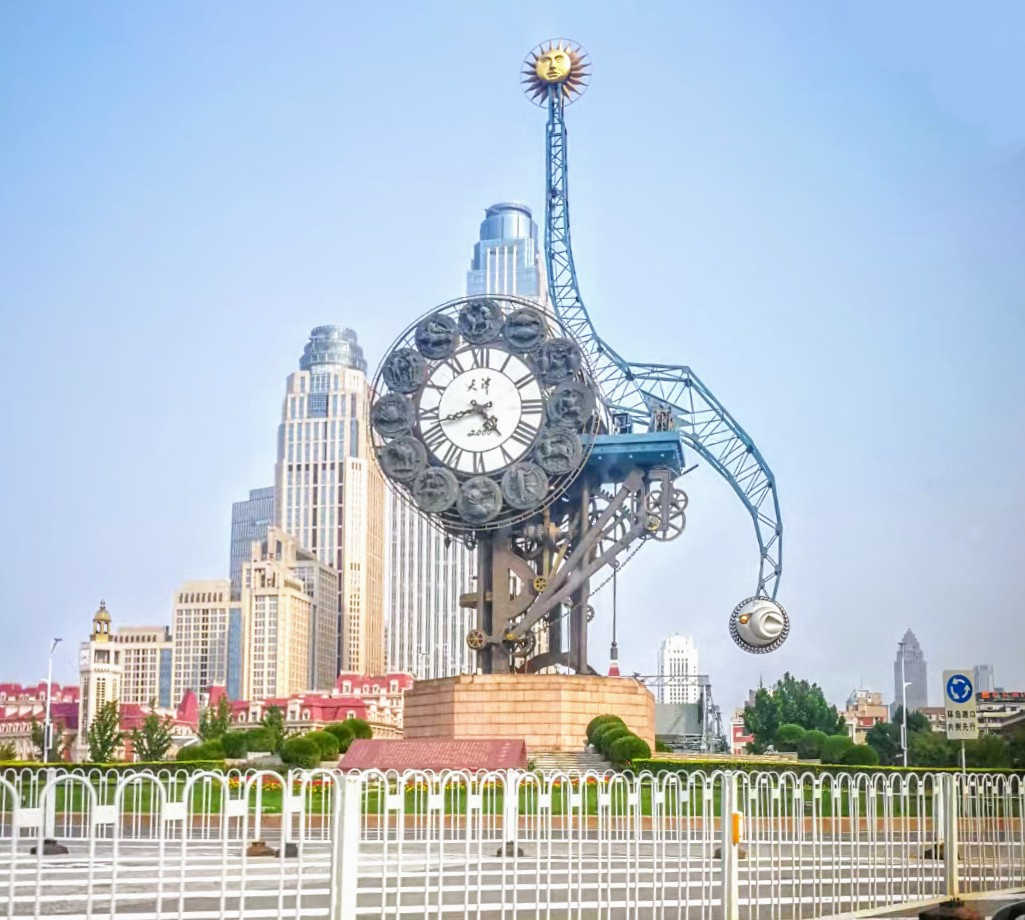
世纪钟与津湾广场

  -  █ 2号线 （天津站、建国道意风区）
  -  █ 3号线 （天津站、津湾广场）
  -  █ 9号线 （天津站）